# Precinct de Petersburg South no 15
Le precinct de Petersburg South N° 15 est un precinct électoral du comté de Menard dans l'Illinois, aux États-Unis. En 2010, ce precinct comptait une population de 1 708 habitants.

## Source de la traduction
- (en) Cet article est partiellement ou en totalité issu de l’article de Wikipédia en anglais intitulé « Petersburg South No. 15 Precinct, Menard County, Illinois » (voir la liste des auteurs).